# Wola Potocka
Wola Potocka (prononciation : [ˈvɔla pɔˈtɔt͡ska]) est un village polonais de la gmina de Potok Wielki dans le powiat de Janów Lubelski de la voïvodie de Lublin dans l'est de la Pologne.
Il se situe à environ 16 kilomètres à l'ouest de Janów Lubelski (siège du powiat) et 59 kilomètres au sud-ouest de Lublin (capitale de la voïvodie).

## Histoire
De 1975 à 1998, le village est attaché administrativement à la voïvodie de Tarnobrzeg.

Depuis 1999, il fait partie de la voïvodie de Lublin.